# Oparbella aciculata
Oparbella aciculata es una especie de arácnido  del orden Solifugae de la familia Solpugidae.

## Distribución geográfica
Se distribuye por Argelia y en Israel.